# غراهام دونكان
غراهام دونكان (بالإنجليزية: Graham Duncan)‏ هو مدرب كرة قدم ولاعب كرة قدم بريطاني في مركز الوسط، ولد في 2 فبراير 1969 في غلاسكو في المملكة المتحدة. لعب مع كوين أوف ساوث ونادي ألبيون روفرز ونادي دمبرتون.